# Roodschildkoet
De roodschildkoet (Fulica rufifrons) behoort tot de familie van de rallen.

## Verspreiding en leefgebied
Deze soort komt voor in het zuidelijk deel van Zuid-Amerika. De natuurlijke habitat bestaat uit moerassen, meren en poelen met veel vegetatie.